# .arpa
Az .arpa internetes legfelső szintű tartomány kódot 1985-ben hozták létre, kizárólag infrastrukturális céllal (például fordított DNS-lekérdezésre).
Eredetileg a már korábban létező ARPANET címek elhelyezésére szolgált a tartománynévrendszerben. Léteznek második szintű tartománynevek is, ezek a következők:
- e164.arpa
- in-addr.arpa
- iris.arpa
- ip6.arpa
- uri.arpa
- urn.arpa